# Александар Божовић (фудбалер, 1985)
Александар Божовић (Краљево, 26. октобра 1985) бивши је српски фудбалски голман. Запослен је као тренер голмана у краљевачкој Слоги.

## Каријера
Као рођени Краљевчанин, Божовић је фудбалом почео да се бави у локалној академији „Бубамара 1991”, а касније прошао омладинску школу Слоге. Кроз такмичење у тадашњој Шумадијској зони, Божовић је углавном био алтернатива првом чувару мреже Ивану Самарџићу. Прилику је добијао на утакмицама регионалног купа, а у постави се усталио у завршници сезоне 2004/05. Слога је по њеном окончању обезбедила прво место на табели и пласман у виши степен такмичења.
У клуб се током припрема за Српску лигу Запад вратио Благоје Гавриловић, уместо тада већ бившег чувара мреже Самарџића, те је на почетку сезоне имао предност у односу на Божовића. Божовић се у постави матичног клуба усталио током другог дела такмичарске 2005/06. и до краја исте забележио 14 наступа. Наредног лета је за конкуренте добио Радослава Ћирицу и Марка Чампара. У првом делу сезоне сва тројица су добијала прилику на званичним сусретима. Након полусезоне проведене у Радничком из Пирота, Божовић се вратио на позајмицу у Слогу почетком 2008. Међутим, до краја такмичарске сезоне није имао значајнију минутажу и забележио је само три наступа.
После још једне сезоне проведене ван клуба, поново је задужио дрес Слоге током лета 2009. Заједно са њим у клуб је дошао и Божидар Урошевић који је надаље био први избор пред голом у Првој лиги Србије током такмичарске 2009/10. Услед поновног испадања у Српску лигу Запад, догодиле су се и промене у играчком кадру, а Божовић је током сезоне 2010/11. бранио на 22 сусрета у том такмичењу. Са клубом је учестовао и у шеснаестини финала Купа Србије, када је Црвена звезда елиминисала Слогу са два поготка Андрије Калуђеровића у завршници сусрета. Слога се освајањем првог места на табели вратила у Прву лигу Србије. Божовић је стандардан пред голом Слоге био све до повреде шаке коју је доживео почетком 2012. због чега до краја сезоне није бранио. Касније је мрежу Слоге чувао Немања Настић, док је по његовом одласку Божовић добио конкуренцију у Бојану Шејићу. Божовић, који је тада био капитен екипе, бранио је на отварању такмичарске 2013/14. против Јединства у Ужицу, али је након тога изгубио место у стартној постави, те га је Шејић надаље заменио пред голом. Траку је у наставку сезоне носио Марко Гобељић, све до маја 2014. године, када је управа клуба отпустила Шејића и штопера Данијела Гашића. Божовић је у новој сезони остао међу ретким играчима који нису променили средину па је током првог дела такмичарске 2014/15. стандардно предводио екипу као капитен. У другом делу сезоне гол Слоге чувао је Милоје Прековић. По испадању клуба у Српску лигу Запад, Божовић је припреме за нову сезону започео као једини голман у сениорском погону. Као капитен је Слогу предводио на свим утакмицама у том такмичењу наредне сезоне. Када је Слога испала и из тога такмичења, он је лета 2016. године напустио клуб. Наредних неколико година радио је у Кини као тренер голмана, док се услед пандемије ковида 19 вратио у Србију почетком 2020. Тада је преузео бригу о голманима Слоге, док је уз то био лиценциран и за званична такмичења.

## Трофеји и награде

### Клупски
Слога Краљево
- Шумадијска зона : 2004/05.[13]

- Српска лига Запад : 2010/11.[25]

### Појединачно
- Најбољи спортиста града Краљева за 2011. годину[26]